# گوگی کاوتارادزه
گوگی کاوتارادزه (گرجی: გოგი ქავთარაძე; ۲ آوریل ۱۹۴۰ – ۲۰ دسامبر ۲۰۲۰) بازیگر و فیلم‌ساز اهل کشور گرجستان بود. او در تفلیس گرجستان به‌دنیا آمد. فعالیت حرفه‌ای او در سال ۱۹۵۷ آغاز شد. او برای نقش‌هایش در نقش «لوکا» در فیلم غصه نخور (۱۹۶۹)، «کمیسر» در ملودی‌های محله ورا (۱۹۷۴) و به‌عنوان «مربی» در بازی زخمی (۱۹۷۷) شناخته شد.
کوتارادزه در ۲۰ دسامبر ۲۰۲۰ در تفلیس در سن ۸۰ سالگی درگذشت.